# Casal das Covas
Casal das Covas é uma aldeia da freguesia de São Pedro da Cadeira, pertencente ao concelho de Torres Vedras.